# Линия Мэйсона — Диксона

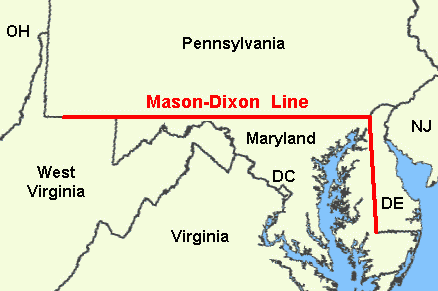
Линия Мэйсона — Диксона

Линия Мэйсона — Диксона (англ. Mason–Dixon Line) — граница, проведённая в 1763—1767 годах английскими землемерами и астрономами Чарльзом Мэйсоном и Джеремайей Диксоном для разрешения длившегося почти век территориального спора между британскими колониями в Америке: Пенсильванией и Мэрилендом. Линия чётко определила границы современных американских штатов Пенсильвания, Мэриленд, Делавэр и Западная Виргиния. До гражданской войны линия Мэйсона — Диксона служила символической границей между свободными от рабства штатами Севера и рабовладельческими штатами Юга. Большая часть линии проходит с запада на восток, приблизительно по 39°43′20″ с. ш.

## В популярной культуре
Линия упоминается в песне «Sailing to Philadelphia» с одноименного альбома Марка Нопфлера. Композиция повествует о том, как землемер и астроном плывут в неизвестную им Америку и думают о будущем, которое их ожидает. Песня была вдохновлена романом 1997 года американского писателя Томаса Пинчона «Мэйсон и Диксон» (англ. Mason & Dixon).
В фильме "Тихая гавань" (2013) Джо (загадочная соседка Кэти) упоминает линию Мэйсона-Диксона в одном из диалогов: "Тебе надо привыкнуть, что если ты живешь к югу от Линии Мэйсона - Диксона, тебе дарят вещи. Вещи, которые тебе не нужны и никогда не понадобятся". Эта фраза служит контрастом между северным и южным стилем отношений: на Юге люди более открыты и щедры.